# Höyläsjärvi
Höyläsjärvi är en sjö i kommunen Kuhmois i landskapet Mellersta Finland i Finland. Arean är 24 hektar och strandlinjen är 3,92 kilometer lång.  Den  ingår i Kymmene älvs huvudavrinningsområde.  Sjön ligger omkring 68 kilometer söder om Jyväskylä och omkring 170 kilometer norr om Helsingfors. 
I sjön finns öarna Heinäsaari och Suosaari. 